# Lucio Battisti
Lucio Battisti (Poggio Bustone, 5 marzo 1943 – Milano, 9 settembre 1998) è stato un cantautore, produttore discografico e arrangiatore italiano.
Battisti viene considerato uno dei maggiori cantautori italiani del Novecento, nonché uno dei massimi innovatori nel campo della musica leggera e del pop italiano, generi che contaminò con molte tendenze del panorama anglo-americano tra cui il pop elettronico, il funk, la disco music e il rock. Fu anche apprezzato in qualità di chitarrista, arrangiatore e cantante; l'espressività ed emotività della sua voce lo espose a diverse critiche, ma contribuì a determinare il suo successo. Battisti stesso sostenne di privilegiare l'emozione alla tecnica vocale.
Musicista polistrumentista autodidatta, per i testi si affidò quasi sempre ai parolieri, con alcune eccezioni. Ebbe il suo periodo di maggior successo collaborando con Mogol, che ne costruì l'immagine di interprete della vita e dei sentimenti comuni; questa, che ha segnato in Italia un'epoca musicale e di costume, è rimasta la principale immagine dell'artista. Già dalla prima metà degli anni settanta, Battisti, schivo nel rapporto con il pubblico e i media, iniziò a ritirarsi dalla scena e dalla visibilità pubblica; il ritiro divenne totale dall'inizio degli anni ottanta fino alla morte. Dopo la parentesi della collaborazione con la moglie Velezia, si rivolse a Pasquale Panella, ritenendolo un paroliere più adatto alle sue esigenze di sperimentazione, dando così vita a una nuova stagione sonora che rese i suoi testi criptici fino al nonsenso.
Nel corso della sua carriera compose anche per artisti italiani e internazionali come Gene Pitney, gli Hollies e Paul Anka. Nonostante un tentativo infruttuoso di lanciarsi sul mercato statunitense negli anni settanta, la sua opera è in fase di riscoperta.
Incise 20 album in studio e vendette complessivamente 25 milioni di dischi.

## Biografia
Nacque a Poggio Bustone, in provincia di Rieti. I genitori portavano entrambi il cognome Battisti: il padre Alfiero (1913-2008) era impiegato al dazio, la madre Dea (1917-1983) era casalinga.

### Esordi

#### 1947-1962: infanzia e adolescenza
Nel 1947 la sua famiglia si trasferì nella frazione Vasche del comune di Castel Sant'Angelo, sempre in provincia di Rieti, e nel 1950 a Roma in Piazzale Prenestino 35. A seguito della promozione in terza media, Battisti chiese in regalo ai genitori una chitarra, che cominciò a suonare principalmente da autodidatta, aiutato sporadicamente da un amico di famiglia.

Lucio Battisti con Paolo Ordanini, pianista dei Campioni.

L'interesse per la chitarra crebbe in lui fin quando nel 1961 iniziò a dedicarcisi intensamente, suonandola giorno e notte. Questa passione lo portò, di conseguenza, a trascurare gli studi, suscitando l'irritazione del padre Alfiero, il quale minacciò di non firmargli l'esenzione dal servizio militare (a cui aveva diritto in quanto figlio di un invalido di guerra) se non si fosse diplomato; il giovane Battisti obbedì ottenendo in cambio di potersi dedicare solo alla musica nei due anni successivi e nel 1962 si diplomò regolarmente perito elettrotecnico. Nel tempo, Battisti si costruì e coltivò una vasta cultura musicale, traendo ispirazione, principalmente, da artisti come Ray Charles, Otis Redding (e la musica afroamericana in generale), i Beatles, Donovan e Bob Dylan.

#### 1962-1966: i primi passi e l'incontro con Mogol
Il periodo di gavetta di Battisti ebbe inizio quando entrò a far parte come chitarrista nel gruppo Gli Svitati, il cui leader era il pianista e cantante Leo Sanfelice. Successivamente, nell'autunno del 1962, all'età di 19 anni, cominciò a suonare a Napoli con I Mattatori; la mancanza di soldi, sullo spirare dell'anno, lo portò tuttavia alla decisione di tornare a casa. Successivamente fece parte de I Satiri, gruppo romano che accompagnava Enrico Pianori, e che spesso suonava a Roma nel night Cabala. Nello stesso locale si esibivano I Campioni, un gruppo ben più famoso che, dopo l'abbandono di Bruno De Filippi, era alla ricerca di un chitarrista. Una prima offerta era stata avanzata ad Alberto Radius, che però rifiutò, così il leader della band Roby Matano decise di offrire il ruolo a Battisti, il quale accettò entusiasticamente. Si trasferì quindi a Milano, principale zona di attività della band, e gravitò nell'ambiente che ruotava attorno al club Santa Tecla.

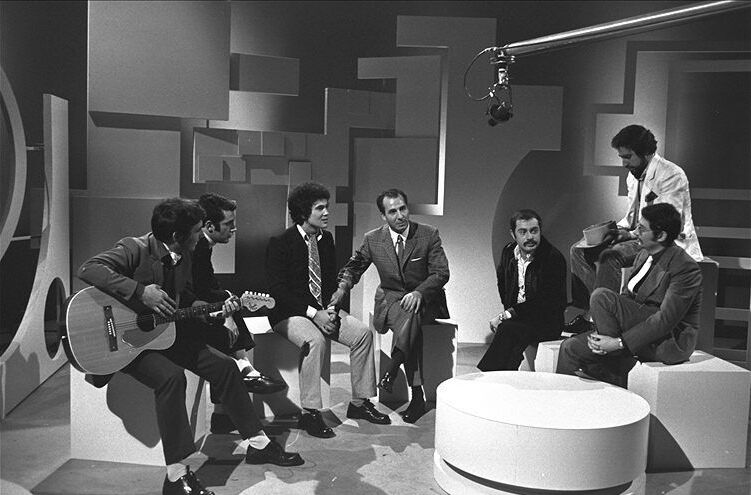
Battisti, i Dik Dik e Aldo Novelli durante un episodio di Teleset, 1966.

Fu proprio Matano, che ha più volte rivendicato una sorta di "primogenitura" nella scoperta del talento di Battisti, a spronarlo a scrivere canzoni. Nacquero alcuni pezzi, alcuni con testi e musica di Battisti e altri con testi scritti da Matano (ma depositati a nome di Battisti, perché l'amico non era iscritto alla SIAE). Molti dei brani rimasero perlopiù sconosciuti o addirittura mai pubblicati. Alcuni di questi furono successivamente rimaneggiati da Battisti sulla base di nuovi testi di Mogol, come Non chiederò la carità, poi divenuto Mi ritorni in mente.
Il 14 febbraio 1965, Battisti riuscì a ottenere un appuntamento con il discografico Franco Crepax: durante il provino, fu notato da Christine Leroux, un'editrice musicale di origine francese giunta a Milano negli anni sessanta, contitolare con Elio Borroni delle Edizioni musicali El' & Chris. Ricercatrice di talenti per la casa discografica Ricordi, la Leroux rimase colpita dalle vocalità di Battisti e fu lei a procurargli un appuntamento con il paroliere Giulio Rapetti, in arte Mogol. Quest'ultimo inizialmente era scettico, tuttavia rimase colpito dall'umiltà del cantante e gli garantì che avrebbero qualche volta lavorato assieme «non per scrivere canzoni ma per fare degli esperimenti». Superati i dubbi iniziali, i due iniziarono a collaborare e nello stesso anno scrissero insieme il primo brano, Hey ragazzo, inciso nel 1968 dall'Equipe 84. Il sodalizio, ormai formato, continuò con alcuni brani affidati ad altri interpreti, fino a quando nel 1966 fu lo stesso Mogol a insistere con Battisti, scettico egli stesso delle proprie doti vocali, affinché cantasse in prima persona le sue canzoni, anziché limitarsi ad affidarle ad altri: «I tuoi provini sono sempre più belli delle versioni degli altri» gli ripeteva. Mogol dovette superare non poche resistenze presso la Ricordi, la loro casa discografica (i cui esponenti sostenevano avesse una brutta voce), ma alla fine, minacciando di dare le dimissioni, l'ebbe vinta.
Battisti esordì come solista nel febbraio 1966 con il brano Adesso sì, composto e presentato al Festival di Sanremo 1966 dall'esordiente Sergio Endrigo e la cui versione è contenuta nella raccolta Sanremo '66 della Dischi Ricordi. Seguì il primo 45 giri Dolce di giorno/Per una lira, con modestissimi risultati di vendite. Le due canzoni vennero poi portate al successo rispettivamente dai Dik Dik e dai Ribelli di Demetrio Stratos. Dagli "addetti ai lavori", il suo brano 'Per una lira' venne considerato un brano innovativo tanto nel testo quanto nella scrittura musicale.
Nello stesso anno, durante una permanenza di una settimana a Londra con Mogol (che nell'occasione si incontrò con Bob Dylan), Battisti fu avvicinato dai produttori dei Beatles attraverso Paul McCartney (che successivamente si sarebbe rivelato un estimatore della musica di Battisti): erano pronti a investire su di lui per lanciarlo nel mercato americano, ma Battisti rinunciò perché gli pareva eccessivo che i produttori si tenessero il 25%.

#### 1967-1968: il successo di29 settembreeBalla Linda

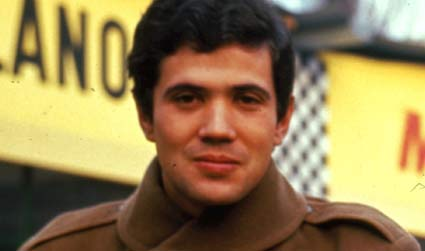
Lucio Battisti nel 1967.

Nel 1967 Mogol e Battisti composero 29 settembre, il loro primo brano importante, nel quale si distinguevano già sonorità tendenti alla psichedelia. Interpretato dall'Equipe 84 e più volte trasmesso nel programma radiofonico Bandiera gialla, il brano si classificò al primo posto nella hit parade e divenne presto un classico della musica leggera.
Sempre nel 1967 scrissero un altro brano interpretato e portato al successo dall'Equipe 84, Nel cuore, nell'anima; per Riki Maiocchi (ex de I Camaleonti) poi scrissero Uno in più, considerata una canzone-manifesto della cosiddetta linea verde, con cui Mogol, lavorando con giovani cantanti e autori, come Battisti, intendeva perseguire un rinnovamento della tradizione musicale italiana. Per quanto riguarda la carriera da solista, Battisti produsse il suo secondo singolo, Luisa Rossi/Era, che conteneva un rhythm and blues e una canzone dalle atmosfere quasi medioevali, ma non riscosse grande successo. Ancora nel 1967, scrisse Non prego per me per Mino Reitano e suonò la chitarra in 'La ballata di Pickwick', sigla iniziale e finale dello sceneggiato Il Circolo Pickwick, mai pubblicata su disco; la canzone fu cantata da Gigi Proietti.

Battisti a Roma nella seconda metà degli anni sessanta; sullo sfondo il Colosseo, ripreso dal lato del Foro.

A gennaio del 1968 fu invitato da Renzo Arbore e Gianni Boncompagni a 'Bandiera gialla', la sua prima apparizione radiofonica: cantò 'Il vento', canzone scritta per i Dik Dik. La registrazione dell'esibizione è tuttora inedita.
In seguito pubblicò il singolo 'Prigioniero del mondo/Balla Linda'. 'Prigioniero del mondo', canzone scritta da Carlo Donida con testo di Mogol, che doveva essere originariamente interpretata da Gianni Morandi, fu presentata con scarso successo alla manifestazione 'Un disco per l'estate 1968'. Di questa canzone esiste anche un videoclip, che rappresenta tra l'altro il primo filmato in cui compare il cantante, girato su pellicola in bianco e nero, a Tonezza del Cimone. Di maggiore successo si rivelò il retro, Balla Linda, una canzone melodica ma anch'essa già "sperimentale" per i canoni musicali dell'epoca, nel cui testo Battisti e Mogol rifiutarono la convenzione delle rime baciate.
Con Balla Linda partecipò al Cantagiro 1968, classificandosi quarto ed entrò, per la prima volta, con una canzone da lui interpretata, in hit parade; con una versione in inglese intitolata 'Bella Linda' ed eseguita dai The Grass Roots, ottenne un notevole successo anche negli Stati Uniti, piazzandosi al numero 28 della classifica di Billboard, per poi ottenere risonanza internazionale. Il 24 ottobre dello stesso anno pubblicò un altro 45 giri, composto da 'La mia canzone per Maria', pezzo dalle ritmiche esotiche, e da 'Io vivrò (senza te)', brano dai ricercati arrangiamenti e denso di pathos.

#### 1969: la consacrazione come cantante e autore
(Battisti, rispondendo alla domanda su cosa l'avesse spronato a decidere di iniziare a cantare)
Dopo due partecipazioni consecutive come autore al 17º e al 18º Festival della canzone italiana rispettivamente con 'Non prego per me' (interpretata da Mino Reitano e gli Hollies) e 'La farfalla impazzita' (scritta per Johnny Dorelli e Paul Anka), Battisti prese parte come interprete (per la prima ed unica volta in carriera) all'edizione numero 19 della rassegna con 'Un'avventura', un brano dalla venatura rhythm and blues interpretato in coppia con Wilson Pickett, esponente di punta di tale genere musicale. Il brano si classificò al 9º posto finale con 69 voti. La partecipazione a Sanremo aumentò di molto la sua popolarità, ma lo espose anche a critiche di vario genere: Alfonso Madeo, sul Corriere della Sera, definì l'interpretazione di Battisti «impacciata», Natalia Aspesi, sul Giorno, criticò duramente la sua voce, mentre Paolo Panelli, sul Messaggero, ironizzò sulla sua capigliatura anticonformista e «selvaggia», equiparandolo a Pierino Porcospino e ad Attila, re degli Unni. In concomitanza con la partecipazione al Festival, il 31 gennaio 1969 pubblicò il singolo contenente Un'avventura e Non è Francesca, canzone in cui sono presenti elementi di alcuni dei più disparati generi musicali.
Il 4 marzo successivo pubblicò il suo primo album, intitolato Lucio Battisti, una raccolta di brani già pubblicati nei precedenti singoli più sei brani già editi nelle versioni di altri gruppi e cantanti (come 29 settembre), qui reinterpretati da Battisti; tutti comunque destinati a divenire dei classici del repertorio musicale dell'autore. L'album sarà il 3º più venduto in Italia nel 1969.
Il 28 marzo pubblicò il secondo singolo dell'anno, Acqua azzurra, acqua chiara/Dieci ragazze, e in primavera, in alcune interviste, svelò il fidanzamento con Grazia Letizia Veronese, di professione segretaria di Miki Del Prete nel Clan Celentano e in seguito sua compagna di vita; della Veronese si era parlato poco tempo prima in alcune riviste come presunta fidanzata di Gian Pieretti (relazione che Pieretti smentì solo a distanza di più di quarant'anni, in un'intervista del 2014).
Il 15 aprile partecipò per la prima volta a una trasmissione televisiva, Speciale per voi di Renzo Arbore (all'epoca in onda in seconda serata sul secondo canale della Rai): si esibì con la chitarra, accennando alcune delle sue canzoni più richieste e rispose alle domande del pubblico; durante la puntata lanciò il brano Acqua azzurra, acqua chiara, presto divenuto un tormentone estivo nell'estate 1969. Con questa canzone, Battisti arrivò terzo al Cantagiro 1969 con 861 voti e vinse il Festivalbar di quell'anno con 343 984 preferenze, distaccando I Camaleonti, secondi classificati, di quasi 50 000 voti. Da qui in avanti Battisti sarebbe stato invitato a numerose trasmissioni, partecipò a Gli amici della settimana, programma di improvvisazione musicale sempre di Arbore e Boncompagni, con i giornalisti Adriano Mazzoletti e Renzo Nissim; successivamente fu ospite anche a Caccia alla voce, gara musicale condotta da Pippo Baudo e a Batto quattro.

Battisti a Poggio Bustone nel 1969.

Durante l'estate realizzò il suo primo tour, composto di 21 serate. Sempre durante il periodo estivo, fondò insieme a Mogol, a Mariano Rapetti (padre di Mogol), al produttore discografico Alessandro Colombini e Franco Daldello la casa discografica Numero Uno con la seguente ripartizione delle quote: 31,3 % a testa per Mogol, Calibi e Colombini, 3% a testa per Battisti e Daldello; la distribuzione fu affidata alla RCA Italiana. Tra gli artisti coinvolti la Formula 3, Bruno Lauzi, Edoardo Bennato, Adriano Pappalardo, Oscar Prudente e altri; tuttavia Battisti non poteva ancora passare all'etichetta per via degli obblighi contrattuali che lo legavano alla Ricordi.
Il 14 ottobre pubblicò il terzo singolo dell'anno, Mi ritorni in mente/7 e 40; il lato A fu presentato il 19 ottobre con una sua partecipazione nel programma radiofonico Gran varietà condotto da Walter Chiari. Tra i singoli che pubblicò quell'anno, questo fu quello che incontrò il successo maggiore: fu l'11º singolo più venduto del 1969 e raggiunse anche il primo posto in Hit parade.
Il 4 novembre andò in onda sul Programma Nazionale uno speciale dal titolo Incontro con Lucio Battisti, che lo vide per la prima e unica volta nelle vesti di conduttore affiancato da Loretta Goggi, anch'essa esordiente nei panni di conduttrice e reduce dal successo ottenuto dallo sceneggiato televisivo La freccia nera. Battisti, oltre a condurre, eseguì alcuni dei suoi brani del periodo come Acqua azzurra, acqua chiara, Non è Francesca, Mi ritorni in mente e 7:40. Balla Linda funse da sigla iniziale e finale del programma.
Nonostante il successo come interprete, la sua attività di autore per altri cantanti non si interruppe: soprattutto nei primi anni della sua carriera, partecipò costantemente come musicista e/o voce tra i cori alle incisioni di brani di altri artisti (inclusi alcuni di cui non era autore): sue sono canzoni di successo come Questo folle sentimento, dall'atmosfera vagamente psichedelica, affidata alla Formula 3; Mamma mia, affidata ai Camaleonti; infine Il paradiso della vita (una canzone scritta nel 1968 da Mogol e Battisti per Ambra Borelli, ma che non ottenne alcun successo) quell'anno fu ripresa dal gruppo inglese degli Amen Corner, con il titolo (If Paradise Is) Half as Nice, raggiungendo il primo posto delle classifiche di vendita britanniche. Inoltre Patty Pravo, in un viaggio nel Regno Unito, rimase affascinata dal brano degli Amen Corner, ignorando che fosse stato scritto in origine dagli italiani Battisti e Mogol, e decise di farne una propria versione dal titolo di Il paradiso, rendendo la canzone popolare anche in Italia.
In quel periodo ricevette anche molte offerte per dei ruoli in film musicali, ma si dimostrò non interessato, per poi riconsiderarli successivamente ma senza, comunque, prendervi mai parte. Nello stesso anno venne invitato da Roberto Arnaldi a Radio Monte Carlo: qui propose l'ascolto di alcune canzoni italiane e straniere per poi parlare dei suoi gusti musicali e degli artisti che lo hanno ispirato, cantando alla chitarra alcuni dei loro pezzi, spaziando dalla musica inglese a quella americana fino alla canzone napoletana; in seguito promosse alcuni dei brani da lui composti.

### Battisti, Mogol e la Numero Uno
Dopo quello del 1969, il tour dell'estate 1970 fu il secondo ma anche l'ultimo della carriera di Battisti. Secondo le sue stesse dichiarazioni, una prima motivazione per la decisione di non fare più concerti fu il maggiore tempo a disposizione, con ripercussioni positive in campo sia artistico che personale; inoltre, una seconda motivazione è da ricercare nella volontà di essere giudicato esclusivamente per la musica composta, e di eliminare qualsiasi altro fattore "di disturbo":
(Battisti)
(Battisti, 1980)
Secondo l'amico e fotografo Cesare Montalbetti, inoltre, un altro fattore che lo portò a questa decisione fu l'impossibilità di riprodurre dal vivo la perfezione dei suoni ottenuti in studio di registrazione.
Altri sostengono inoltre che la decisione fosse dovuta, almeno in parte, anche alla timidezza di Battisti, che lo rendeva poco adatto a intrattenere grandi folle, o ancora alle controverse doti vocali dell'artista, che non gli avrebbero permesso di eseguire dal vivo performance soddisfacenti.
Mogol rivelò in seguito di essere stato lui a consigliare a Battisti di non esibirsi nei concerti, onde evitare accuse infondate inerenti allo schieramento politico del duo.
Sebbene avesse chiuso con le esibizioni dal vivo, pare che una volta al mese cantasse per i bambini malati dell'Istituto dei tumori a Milano.
Dal 1969 e per tutti gli anni settanta, Lucio Battisti raggiunse il culmine della popolarità e del successo. I suoi album erano costantemente tra i primi posti nelle classifiche di vendita degli anni 1969, 1971, 1972, 1973, 1975, 1976, 1977, 1978 e 1980. Nel 1973, caso raro nella storia discografica italiana, riuscì a conquistare il primo e il secondo posto in classifica (con Il mio canto libero e Il nostro caro angelo), distanziando opere di respiro e successo internazionali come The Dark Side of the Moon dei Pink Floyd (3º) e Don't Shoot Me I'm Only the Piano Player di Elton John (4º).
Durante la collaborazione con Mogol, Battisti era solito comporre la base musicale dei brani prima della stesura del testo, come asserì lui stesso: «I testi Mogol li scrive sempre dopo, quando c'è già la parte musicale. Mi fa suonare il pezzo alla chitarra, lo ascolta un paio di volte e comincia a buttar giù idee. Non mi dice niente. Dopo qualche giorno mi fa ripetere la canzone, dieci, venti, cento volte per quel lavoro certosino che è l'applicazione dei versi sulle note, parola per parola, secondo la metrica...». Tale metodo di scrittura verrà poi confermato sia dallo stesso paroliere sia da alcuni colleghi e collaboratori (come Mario Lavezzi e Gaetano Ria). A tal proposito Mogol affermò: «Lucio scriveva la musica, io sceglievo le parole seguendo il senso della sua scrittura» «Facevo sempre così: prima la sua musica e poi le mie parole.»

#### 1970: la fortuna del sodalizio con Mogol

Mogol e Battisti a cavallo da Milano a Roma nell'estate 1970.

Nel 1970 compose Sole giallo, sole nero e Io ritorno solo per i Formula 3, Insieme e Io e te da soli per Mina, Per te per Patty Pravo, Mary oh Mary ed E penso a te per Bruno Lauzi, Io mamma, Uomini e Perché dovrei per Sara (una cantante da lui lanciata con discreto successo).
Il 7 marzo fu ospite per la seconda volta al programma radiofonico Batto quattro, qui le domande che Gino Bramieri pose a Battisti vennero con ogni probabilità modificate successivamente distorcendo così la natura del dialogo, con il risultato di Bramieri che ironizza pesantemente sulla sua capigliatura e sulla sua timidezza.
Il 2 giugno venne nuovamente invitato a Speciale per voi di Renzo Arbore, dove suonò il pianoforte. Durante un acceso dibattito con il pubblico in sala, ribadì di non essere un cantante politicamente impegnato e vennero ancora criticate le sue doti vocali; Battisti sosteneva che la voce non è importante e che basti, quando si canta, voler comunicare qualcosa. Ciò provocò dissenso da parte del pubblico e del giornalista e conduttore Renzo Nissim. Alla fine Battisti, evidentemente stanco dell'ostilità dei presenti, troncò bruscamente il discorso, dimostrando ancora una volta la sua contrarietà verso le polemiche e i pettegolezzi e il desiderio di essere giudicato solo ed esclusivamente per il suo lavoro. Dopodiché cantò in anteprima il brano blues rock Il tempo di morire e Fiori rosa, fiori di pesco, traccia melodica e dai ritmi crescenti. Il singolo contenente le due canzoni viene pubblicato l'8 giugno.
Nel mese di giugno, su iniziativa di Mogol, i due intrapresero un viaggio a cavallo da Milano a Roma, in segno di protesta ecologica; il viaggio verrà raccontato dallo stesso Battisti in tre articoli su TV Sorrisi e Canzoni. Appena tornato dal viaggio, iniziò i preparativi per il tour che intraprenderà quell'estate con i Formula 3: dieci date eseguite tra L'altro mondo di Rimini, La Bussola di Marina di Pietrasanta e il locale di Gino Paoli a Sestri Levante. Questo viene anche ricordato per essere stato il suo ultimo tour.
Il 2 settembre Battisti si aggiudicò per la seconda volta consecutiva (primo interprete a farlo) la vittoria al Festivalbar, con la canzone Fiori rosa fiori di pesco. In questa occasione annunciò di voler incidere un concept album sul tema dell'amore visto con angolazioni nuove.
Il 15 ottobre 1970 uscì il singolo Emozioni. A novembre, venne pubblicato il concept annunciato in occasione del Festivalbar: Amore e non amore, realizzato con i membri della PFM). Trattandosi di un album piuttosto sperimentale e di nicchia (la metà dei brani sono strumentali e dalle sonorità prog folk), la Ricordi decise di non pubblicarlo. La casa discografica licenziò invece un'altra raccolta intitolata Emozioni, dove si trovano in versione stereofonica i singoli già pubblicati, stavolta senza neanche un inedito. Dopo questa manovra commerciale da parte della Ricordi, i rapporti di Battisti con la casa discografica cominciano a incrinarsi. La "compilation" ottiene comunque grande successo e sarà il 4º album più venduto in Italia nel 1971, raggiungendo il primo posto nella classifica settimanale.

#### 1971: il passaggio alla Numero Uno
Durante il 1971, Battisti compose Vendo casa per i Dik Dik, Eppur mi son scordato di te, Nessuno nessuno e Mi chiamo Antonio tal dei tali e lavoro ai mercati generali per la Formula 3, Amor mio e La mente torna per Mina, Amore caro amore bello e L'aquila per Bruno Lauzi, Un papavero per i Flora Fauna Cemento e La folle corsa, interpretata da Little Tony e dalla Formula 3.
Ad aprile pubblicò il singolo Pensieri e parole/Insieme a te sto bene. Il produttore Alessandro Colombini, prima della pubblicazione, era molto scettico riguardo al singolo ed era sicuro che Pensieri e parole avrebbe decretato la fine del sodalizio Mogol-Battisti. Nonostante ciò, il 45 giri ebbe un successo tale che, secondo Lelio Luttazzi, divenne la «canzone regina di Hit parade».
Il 21 aprile partecipò alla trasmissione Formula Uno presentata da Paolo Villaggio. Battisti fu coinvolto in un dibattito con Herbert Pagani, Pippo Franco, Memo Remigi, Sergio Endrigo, Bruno Lauzi, Pino Donaggio e Fabrizio De André. Alla domanda «Preferireste passare alla storia come cantante o come autore?» Battisti rispose: «Come autore, perché a tutt'oggi la mia attività più importante è quella di autore» e, ironicamente, aggiunse: «Comunque preferisco non passare alla storia della musica».

Lucio Battisti, Mariolina Cannuli e Mogol alla trasmissione radio Arriva il compressore, estate 1971.

A luglio si recò a Campione d'Italia per dirigere un'orchestra di 25 elementi nell'esecuzione di 7 agosto di pomeriggio, brano proveniente dall'album Amore e non amore, che nel frattempo è "congelato" da otto mesi negli archivi della Ricordi suscitando preoccupazione in Battisti riguardo al fatto che, dopo tutto quel tempo, potesse essere già musicalmente "superato" e pertanto meno moderno delle sue composizioni più recenti.
Sempre nel mese di luglio, la Ricordi pubblicò Amore e non amore, accompagnato dal singolo Dio mio; censurato dalla Rai a causa della presenza di risvolti erotici considerati inaccettabili. L'album si posizionò al decimo posto tra i dischi più venduti dell'anno.
Il 31 luglio venne registrata negli studi della Rai Tutti insieme, una trasmissione televisiva musicale ideata da Mogol, dove si esibirono dal vivo Battisti e altri artisti legati alla Numero Uno: Alberto Radius, i Dik Dik, i Flora Fauna Cemento, la Premiata Forneria Marconi, Lally Stott, Mauro Pagani, Adriano Pappalardo, la Formula 3, Bruno Lauzi, Edoardo Bennato e una Mia Martini agli esordi, voluta proprio da Battisti perché rimasto impressionato dalla sua vocalità. La trasmissione si concluse con una cover del brano Proud Mary dei Creedence. Andò in onda il 23 settembre, ottenendo ottimi riscontri di pubblico, soprattutto quello più giovane.
Quando il settembre scadde il contratto che lo legava alla Ricordi, Battisti passò alla Numero Uno. Per ricavare il più possibile da Battisti, che in quel momento godeva di grande popolarità, la Ricordi iniziò a sfruttare al massimo il materiale inedito che, come da contratto, aveva ancora diritto a pubblicare. Fu così che la casa discografica, il 28 ottobre, lanciò un'altra raccolta, Lucio Battisti Vol. 4, la quale, a discapito del nome, si tratta di una semi-antologia (gli inediti sono appena tre). Il 24 ottobre, fece uscire il singolo Le tre verità, ove si fanno più evidenti gli echi internazionali, in particolare dei Led Zeppelin (tra i suoi gruppi preferiti).
Durante la stagione autunnale, rilasciò una lunga "intervista cantata" a Paolo Giaccio per la trasmissione radiofonica Per voi giovani, realizzata in due riprese, la prima nello studio della Dischi Ricordi a Milano e successivamente a casa di Mogol, a Dosso di Coroldo (Molteno). L'intervista venne trasmessa in cinque puntate dal 3 al 7 gennaio 1972.
A novembre pubblicò il suo primo singolo per la Numero Uno, contenente la drammatica Anche per te e La canzone del sole. Quest'ultima, divenuta presto un classico del suo repertorio, è considerata, per la semplicità degli accordi e l'ispirazione artistica, un brano ideale per chi si accinge a imparare a suonare la chitarra.
Il 31 dicembre partecipò alla trasmissione televisiva Cento di queste notti, dove prima di cantare La canzone del sole accennò con la chitarra l'introduzione strumentale di Dio mio no, come chiara ripicca verso la censura del brano.

#### 1972-1974: la crescita artistica
(La rivista americana Billboard, che nominò Battisti "Personalità italiana dell'anno" nel 1972)
Evidentemente turbata dal successo de La canzone del sole, la Ricordi nel marzo del 1972 pubblicò il 45 giri Elena no/Una, l'ultimo inedito che la Ricordi ebbe la possibilità di pubblicare.
Durante il 1972, Battisti compose Il mio bambino per Iva Zanicchi, Io mamma per Sara, È ancora giorno e Segui lui per Adriano Pappalardo, Mondo blu per i Flora Fauna Cemento, Aeternum (di cui scrive il testo), Sognando e risognando e Storia di un uomo e di una donna per la Formula 3 e Prima e dopo la scatola per Alberto Radius. Non comporrà più per altri cantanti, con l'eccezione di due brani nel 1976.
Il 23 aprile partecipò alla trasmissione televisiva Teatro 10. Presentato da Alberto Lupo, cantò in anteprima I giardini di marzo (in playback) e si esibì dal vivo in un duetto con Mina, interpretando un medley composto da Insieme, Mi ritorni in mente, Il tempo di morire, E penso a te, Io e te da soli, Eppur mi son scordato di te ed Emozioni, accompagnati da Massimo Luca alla chitarra acustica, Angel Salvador al basso, Gianni Dall'Aglio alla batteria, Gabriele Lorenzi alle tastiere ed Eugenio Guarraia alla chitarra elettrica. Il duetto è ritenuto una delle esibizioni più importanti della musica pop italiana e sarà l'ultima apparizione televisiva di Battisti in Italia.
Il 24 aprile pubblicò il suo primo album per la Numero Uno Umanamente uomo: il sogno. Registrato tra gennaio e febbraio, si tratta di un disco che alterna brani melodici ad altri più cupi e inquieti. L'album fu il secondo più venduto del 1972, accompagnato dal singolo I giardini di marzo/Comunque bella, che Battisti decise di cantare anche in lingua francese, affidando la traduzione dei testi a Eddie Marnay; il singolo verrà inciso a Parigi e rappresenta la prima di una lunga serie di esperimenti esteri da parte del musicista.
A settembre del 1972 avviò le sessioni di registrazione del suo nuovo album, Il mio canto libero, pubblicato a novembre contemporaneamente ai singoli Io vorrei... non vorrei... ma se vuoi/Confusione, Io vorrei... non vorrei... ma se vuoi/vento nel vento (mai distribuiti) e Il mio canto libero/Confusione. L'album fu il più venduto del 1973 e, solo nel giro iniziale di distribuzione, vendette 450 000 copie. Trattasi di un'opera spartiacque nella carriera del cantautore e uno tra i suoi dischi più importanti nei cui testi, oltre al tema della libertà, si trovano accenni all'ecologia e all'inquinamento, argomenti a cui Mogol teneva molto e che aveva già introdotto nei titoli di tre brani strumentali di Amore e non amore. Dal punto di vista musicale Il mio canto libero è considerato, insieme a Umanamente uomo: il sogno un punto di svolta nell'evoluzione della musica popolare italiana. La title track venne incisa da Battisti anche in versione francese e spagnola, quest'ultima con i testi riadattati da Carlos Ramòn-Amàrt, ottenendo un buon riscontro.

Battisti alla chitarra durante la trasmissione radio Supersonic, nel dicembre 1972.

Di lì a poco, il 12 dicembre, avvenne un'ulteriore partecipazione ad una trasmissione radiofonica, Supersonic, nella quale interpretò Comunque bella, Innocenti evasioni, La canzone del sole e Sognando e risognando; Fabrizio Zampa su Il Messaggero lo stroncò scrivendo che «La sua esibizione è stata una sagra della stonatura e dell'approssimazione». Con l'ultima partecipazione televisiva italiana avvenuta ad aprile dello stesso anno e l'ultimo concerto risalente all'estate del 1970, questo evento fu de facto l'ultima esibizione pubblica di Battisti in Italia.
Iniziò invece a scrivere le musiche per un nuovo album, che incide successivamente tra luglio e agosto del 1973. Parallelamente, avendo un vivo interesse per la lingua tedesca, decise di cimentarsi anche nella lavorazione di un album completamente in tedesco, servendosi della collaborazione del cantante Udo Lindenberg per la pronuncia e la traduzione dei testi originali. Il disco, dal titolo Unser freies Lied, venne registrato in autunno ad Amburgo e pubblicato nel 1974. Nel 1979 Battisti definirà l'album «un tentativo confuso», questo sebbene verrà rivalutato dal pubblico negli anni.
L'album Il nostro caro angelo venne pubblicato a settembre del 1973, in contemporanea al singolo La collina dei ciliegi. Con questo disco, Battisti imprime alla sua musica una svolta piuttosto marcata verso le atmosfere progressive e jazz-rock, con uno stile più contenuto e a tratti "quasi tribale": rispetto ai due album precedenti. Il disco sfrutta "arrangiamenti percussivi" e viene conferita una certa importanza a strumenti elettronici come il sintetizzatore. Viene invece meno il pianoforte, gli archi e i fiati (punto fermo dei lavori passati). I testi di Mogol risultano più "maturi" e orientati, oltre che sul ricorrente tema dell'amore, anche sul sociale, e anche qui si trovano richiami ecologici. L'album vendette 500 000 copie e si collocò al secondo posto tra i dischi più venduti del 1973, preceduto da Il mio canto libero. Deciso a seguitare la sua esperienza con il mercato discografico straniero, incise il brano La collina dei ciliegi anche in spagnolo (La colina de los cerezos).

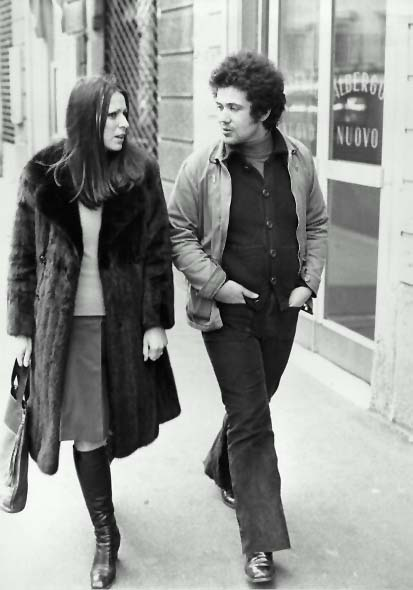
Battisti e Grazia Letizia Veronese nel marzo 1974.

La notorietà di Battisti nel frattempo si espanse ulteriormente, tanto che David Bowie (tre anni prima, il cantautore di Poggio Bustone aveva riadattato in italiano il testo della sua Space Oddity) e Mick Ronson si dichiararono suoi estimatori e realizzarono una cover di Io vorrei... non vorrei... ma se vuoi. La nuova canzone, dal titolo Music Is Lethal, venne inserita nel disco di debutto di Ronson Slaughter on 10th Avenue.
Nello stesso anno il nome di Battisti apparve per la prima e unica volta nella locandina di un film, per la colonna sonora di La circostanza di Ermanno Olmi, nella quale compaiono canzoni da lui precedentemente scritte per i Formula 3.
Tra la primavera e l'estate del 1974 compì, insieme a Mogol, un viaggio in Sudamerica, tra Argentina e Brasile, per prendere parte ad alcuni spettacoli televisivi. La lunga permanenza ispirò fortemente Battisti, che si affacciò a una nuova esperienza culturale e a quella da lui definita «un'altra dimensione della musica»; cosicché, non appena rientrato in Italia, ampliando e perfezionando il percorso musicale già intrapreso con Il nostro caro angelo, inizia a lavorare al nuovo album.
L'album Anima latina, pubblicato a dicembre, è probabilmente la sua opera più ambiziosa, complessa e sfaccettata per via della fusione di sonorità latine e progressive (brani lunghi, dall'orchestrazione e strumentazione estremamente composita e stratificata, ampio uso di sintetizzatori) con la musica psichedelica, pop, folk, jazz e classica. È un disco, come dirà lo stesso Battisti, votato alla valorizzazione del ritmo, reso a tratti ossessivo nelle sezioni per fiati, cori e percussioni; in buona parte dei brani il canto è soffuso e volutamente tenuto a volume basso nel missaggio (scelta che Mogol considerò «infelice»), alla pari con gli altri strumenti, tanto da essere talvolta quasi impercettibile. I testi sono più criptici, quasi esoterici, in controtendenza col modo di scrivere di Mogol, e non mancano anche alcuni riferimenti all'ambiente e al sociale. Tra i pezzi che ottengono maggior riscontro vi sono la title track (il cui testo venne considerato da Mogol il migliore da lui mai scritto) e Due mondi, in cui Battisti duetta con la cantante Mara Cubeddu; tuttavia, nessuno dei brani presenti nel disco entrò nella memoria collettiva. Dall'album venne estratto, ma non distribuito, il singolo Due mondi. Mentre Battisti completa il mix dell'album, concede al giornalista di Ciao 2001 Renato Marengo una lunga intervista, nonostante fosse da tempo in silenzio stampa. Fredda l'accoglienza della critica, modesta quella del pubblico: il disco vende 250 000 copie (la metà del precedente), risultando essere l'ottavo album più venduto in Italia nel 1975, ciononostante rimane in classifica per ben 65 settimane, di cui 13 al primo posto (a tutt'oggi il record per un disco di Battisti).
Anima latina venne successivamente rivalutato, al punto che diversi critici e specialisti musicali lo indicano come l'apice della ricerca musicale di Battisti, oltreché una svolta nel modo di fare musica in Italia. Il critico Gianni Poglio l'ha definito uno «dei migliori album italiani di sempre, se non il migliore».

#### 1975-1980: il nuovo percorso musicale e gli ultimi successi

Battisti e Mogol negli anni settanta.

Tra maggio e giugno del 1975 partì per un viaggio negli Stati Uniti, visitando New York, San Francisco e Los Angeles. Durante questo periodo Battisti assorbì le novità musicali nello stile e nella tecnica di registrazione, in particolare le sonorità della disco music. La RCA gli propose di realizzare un album con i suoi maggiori successi cantati in inglese per conquistare il mercato statunitense, ma Battisti, contrario a utilizzare brani già pubblicati, dichiarò che «è sciocco continuare a guardarsi indietro» pur confessando di essere «eccitato dall'idea di incidere un album qui». Inoltre risale a questo soggiorno la bozza di una canzone, ispirata dall'autostrada americana Interstate 5 e provvisoriamente intitolata San Diego Freeway, che sarebbe poi diventata Ancora tu.
A settembre realizzò due filmati con la regia di Ruggero Miti e Cesare Montalbetti in cui canta Ancora tu e La compagnia: secondo il giornalista e autore televisivo Michele Bovi si tratta del primo videoclip italiano, che anticipa di circa due mesi anche quello di Bohemian Rhapsody dei Queen.
Nel gennaio 1976, quando i brani del nuovo album furono pronti, cedette Un uomo che ti ama a Bruno Lauzi e Io ti venderei a Patty Pravo; Ancora tu fu offerta a Mina, ma la cantante la rifiutò. Il nuovo disco, intitolato Lucio Battisti, la batteria, il contrabbasso, eccetera, venne pubblicato a febbraio, insieme al singolo Ancora tu Dopo il precedente Anima latina, Battisti cambiò nettamente direzione realizzando un album funk con evidenti influenze della disco music; ritenuto all'avanguardia per l'armoniosità tra ritmo, melodia e parole, l'album riposizionò Battisti ai vertici delle classifiche: vendette alla sua uscita circa 500 000 copie (il doppio di Anima latina) e fu il terzo disco più venduto del 1976. Il brano Ancora tu venne proposto nelle discoteche italiane, rimanendo costantemente al primo posto della hit parade. È l'ultimo album che Battisti incise interamente in Italia, e viene oggi generalmente annoverato tra i migliori lavori concepiti dal musicista; da segnalare, durante la registrazione, la presenza di Ivan Graziani alla chitarra. La versione in spagnolo (Lucio Battisti, la bateria, el contrabajo, etc) ottenne un ottimo esito presso il mercato discografico iberico e sudamericano.

Lucio Battisti nella seconda metà degli anni settanta.

Il 3 settembre 1976 contrasse matrimonio civile con Grazia Letizia Veronese.
In questo periodo accettò la proposta fattagli dalla RCA l'anno precedente e iniziò a lavorare a un album in lingua inglese sulla base dei nuovi brani che stava componendo per il suo prossimo album. Alla traduzione dei testi lavorò Marva Jan Marrow, una cantautrice statunitense immigrata in Italia dove faceva parte già da tempo dei Numero Uno. Realizzati i provini, si recò con la Marrow in California per la realizzazione del disco. Le sessioni di registrazione iniziarono il 4 ottobre. Dopo circa nove mesi, a lavoro concluso, Mogol, non entusiasta del fatto che il significato originale venisse perso (e, secondo Marva Jan Marrow, invidioso del risultato raggiunto) decise di far riscrivere i testi da capo affidando l'incarico a Peter Powell, chiedendogli di tradurli in maniera più letterale.
L'album in italiano, realizzato sempre in California (con alcune parti registrate in Italia), venne licenziato il marzo 1977 con il titolo di Io tu noi tutti, da cui viene estratto il 45 giri Amarsi un po'/Sì, viaggiare, entrambi brani di punta della seconda fase musicale di Battisti. L'album, che fu il secondo più venduto dell'anno, compì un ulteriore passo verso le sonorità e le ritmiche funk-disco, risultandone un connubio di "stampo americano" musicalmente fluido e molto affine al precedente. Da questo disco in poi, Battisti si avvarrà solo della collaborazione di musicisti stranieri.
L'album in inglese, intitolato Images, venne invece pubblicato ad agosto sul mercato statunitense e inglese. Contiene alcuni dei brani presenti su Io tu noi tutti con l'aggiunta di La canzone del sole e Il mio canto libero con nuovi arrangiamenti. Tra i fattori che avrebbero determinato il fiasco dell'album avrebbero contribuito la pronuncia inglese di Battisti, considerata poco buona, i testi tradotti in maniera troppo letterale e con errori e la scarsa pubblicizzazione del disco da parte della RCA. Per alleggerire le perdite, la RCA Italiana a settembre commercializzò l'album anche in Italia, ottenendo anche qui scarso successo (si piazzò infatti solamente cinquantanovesimo nella classifica degli album più venduti). Per il mercato iberico e latinoamericano invece, Battisti lanciò l'album Emociones, che contiene tutti i brani di Io tu noi tutti, ad eccezione di Questione di cellule sostituito da La canzone del sole, con lo stesso arrangiamento usato per la versione in inglese.

Battisti sulla copertina della rivista Ciao 2001, dedicata all'uscita di Una giornata uggiosa.

In autunno, lavorò nuovamente all'incisione di un disco in italiano e uno in inglese: il primo, pubblicato nell'ottobre del 1978, è Una donna per amico, accompagnato dal singolo omonimo, inciso anche in spagnolo (Una muchacha por amigo). Il secondo avrebbe dovuto essere un altro tentativo di sfondare nel mondo anglofono e si sarebbe dovuto chiamare Friends o A Woman as a Friend; avrebbe dovuto contenere gran parte dei brani pubblicati su Una donna per amico con l'aggiunta di E penso a te e Ancora tu, ma a seguito di pareri negativi e scoraggianti da parte di discografici e collaboratori, Battisti decise di non pubblicare il disco. Solo Baby It's You (Ancora tu) e Lady (Donna selvaggia donna) uscirono su singolo nel 1979, con assai scarsi risultati di vendite (le registrazioni delle tracce dell'album, alcune con nuovi arrangiamenti, sono a oggi inedite - sebbene circolino da tempo su Internet).
Al contrario, il disco in italiano, Una donna per amico, si rivelò un successo, diventando il quarto più venduto del 1978.  Secondo delle fonti, le sue vendite furono stimate tra le 600 000 e 1 000 000 di copie, affermandosi come il più fruttuoso successo commerciale della carriera di Lucio Battisti. È probabilmente il suo album più raffinato, caratterizzato, anch'esso, da ritmi ispirati alla disco music (i cui ritmi erano «imperativi» a detta dello stesso Battisti) ma nel contempo eleganti e melodici; e la title track rimane tra i suoi brani più famosi. Una donna per amico è anche l'ultimo album in cui il cantautore appare in copertina; è questo, di fatto, l'ultimo servizio fotografico a cui si concede.
Dopo il 1972 Battisti diradò sempre più le sue apparizioni:
- 23 aprile 1972, programma Teatro 10. Ultima apparizione in un programma nella televisione italiana in duetto con Mina.
- 25 dicembre 1972, programma Natale con Supersonic. Ultima volta in un programma radio italiano. Programma registrato il 12 dicembre.
- febbraio 1975, Assemblea degli studenti Cattolici Popolari a Milano. Ultimo concerto.
- 18 maggio 1979, intervista per Radio Lugano. Ultima volta in un programma radio.
- 4 luglio 1980, programma Music & Gasle della TV Svizzera tedesca. Ultima apparizione televisiva.
- aprile 1982, ultimo comunicato stampa in occasione dell'uscita dell'album Immersione di Adriano Pappalardo.[non chiaro]

Dal 1972 al 1980 fece solo queste apparizioni. Dal 1980 si ritirò completamente dal pubblico per 18 anni, fino alla prematura scomparsa nel 1998.
Il 18 maggio del 1979, mentre si trova a Zurigo, rilascia ai microfoni di Giorgio Fieschi della Radio Svizzera quella che resterà ufficialmente la sua ultima intervista: dove espone le cause del suo allontanamento dalla scena pubblica, parlando poi della sua concezione della musica, dei risultati raggiunti e dei motivi che l'hanno spinto a incidere un album in inglese (mostrandosi perfettamente consapevole dell'insuccesso); conclude parlando del suo rapporto con Mogol e dando alcuni accenni sulle musiche del nuovo disco in lavorazione. Si tratta dell'unica intervista con Battisti che sia mai stata trasferita su un supporto audio per essere commercializzata.
Il nuovo album, inciso tra giugno e dicembre all'estero e pubblicato nel febbraio del 1980, è Una giornata uggiosa. Qui Battisti, appassionatosi agli effetti dei suoni elettronici, cambia decisamente rotta orientandosi verso il synth pop e assegnando, nella maggior parte dei brani, una funzione importante alle tastiere (preludendo la svolta dell'album successivo); ad ogni modo il disco mantiene «inevitabilmente molti punti in contatto con i lavori precedenti», come affermò Battisti nell'intervista. L'album è ricordato soprattutto per l'incalzante brano omonimo, per la canzone Con il nastro rosa e per essere stato l'ultimo realizzato insieme a Mogol, rappresentando simbolicamente l'epilogo di un'epoca musicale in Italia. Una giornata uggiosa fu il 5º album più venduto del 1980 e il singolo estratto, Una giornata uggiosa/Con il nastro rosa, venne anch'esso riadattato in spagnolo; tutti i brani eseguiti in spagnolo hanno ottenuto un considerevole successo in Spagna e Sudamerica, e nel corso degli anni sono usciti svariati album del cantautore, sia in versione originale, sia con i brani cantati in italiano ma con i titoli in spagnolo, sia con le tracce riadattate in lingua spagnola.
Il 4 luglio del 1980 appare l'ultima volta in TV, nella trasmissione Musik & Gäste della televisione svizzera di lingua tedesca, nella quale canta in playback Amore mio di provincia. Da questo momento il silenzio di Battisti sarà totale.

#### La fine della collaborazione con Mogol
Lo scioglimento, avvenuto silenziosamente e senza litigi, fu dovuto principalmente alla divergenza artistica tra i due. La causa secondaria fu la discrepanza nata sulla ripartizione dei diritti d'autore: gli introiti infatti andavano per un quarto a Battisti e un quarto a Mogol mentre il rimanente spettava alla società editoriale, la Edizioni musicali Acqua azzurra; all'interno di essa, però, Battisti aveva una quota del 40% mentre Mogol controllava appena il 10%. Mogol non era d'accordo con tale ripartizione (più che per questioni economiche, per questione di principio) e voleva cambiare le quote azionarie della società, ma da Battisti ricevette solo il silenzio. Mogol, pur evitando per scelta di parlare dell'argomento (in un'occasione dichiarò: «Delle persone io dico bene, oppure taccio. […] In questo caso taccio»), ha fatto capire che la moglie di Battisti avrebbe più volte interferito nel rapporto tra lui e il marito, spingendo Battisti a non assecondarlo nella questione dei diritti d'autore.
Mentre Mogol inizierà una collaborazione con Riccardo Cocciante, per il quale continuerà a scrivere testi simili a quelli ideati per Battisti, secondo il suo consueto stile, Battisti continuerà la sua strada con Velezia (pseudonimo di Grazia Letizia Veronese) prima e con Pasquale Panella poi, soddisfacendo così il suo costante bisogno di sperimentare e di misurarsi in nuove esperienze musicali.

### Le nuove collaborazioni: Velezia e Pasquale Panella

#### 1981-1985:E giàe l'incontro con Panella

Lucio Battisti a Milano nel 1982.

Il 14 settembre 1982 pubblicò l'album E già, registrato tra maggio e luglio negli studi di Roma e Londra, un disco che rappresenta un netto cambio stilistico verso la new wave: l'album è composto da canzoni più brevi (solo un brano su 12 supera i quattro minuti di durata) e su arrangiamenti completamente elettronici dove gli unici strumenti usati sono le tastiere, i sintetizzatori e la batteria elettronica. I testi vennero scritti dalla moglie sotto lo pseudonimo Velezia; tuttavia, i numerosi spunti autobiografici presenti nei testi fanno ritenere da parte della critica che autore o almeno coautore dei medesimi sia in realtà Battisti. Il disco, pur conquistando il primo posto in classifica, non ebbe il riscontro di vendita dei precedenti. L'album, da cui viene estratto il ventiduesimo e ultimo singolo del cantautore, E già, si posizionerà al quattordicesimo posto dei dischi più venduti del 1982.
Tra il 1982 e il 1983 collaborò con Adriano Pappalardo alla realizzazione degli album Immersione e Oh! Era ora. Nel primo i testi sono scritti da Franca Evangelisti, mentre per il secondo Battisti decise di coinvolgere Pasquale Panella, collaboratore stretto del cantautore Enzo Carella, entrambi molto stimati da Battisti. Nel 1984 Battisti si incontrò con Lucio Dalla, che gli propose una collaborazione, ma rifiutò. A tal proposito, Dalla dichiarò: «Lui ascoltava senza darmi importanza... disse che non si poteva fare, che si sentiva molto cambiato e che si stava muovendo in tutt'altra ricerca musicale».

#### 1986-1994: il "periodo bianco"

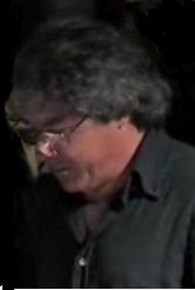
Dopo essere giunto pochi anni addietro a considerare l'ermetismo un «fattore di fuga», Battisti lo rivalutò e definì «incredibili» i testi di Panella.

Nella seconda metà degli anni ottanta cominciò la collaborazione diretta tra Lucio Battisti e Pasquale Panella, proseguendo sullo stile che avevano inaugurato con il precedente album di Pappalardo. In quest'ultima fase della sua carriera, Battisti pubblicò cinque album che continuarono l'esplorazione musicale iniziata con E già trattando generi all'epoca emergenti nella scena musicale italiana; i testi di Panella sono completamente diversi da quelli scritti in precedenza da Mogol: di difficile comprensione, sono densi di giochi di parole e doppi sensi. Come dichiarato da Panella in una recente intervista, questa scelta fu dettata dall'esigenza di "tirar fuori" Battisti dalla "trivialità" che caratterizzava il periodo precedente. Per volere di Battisti gli album non vennero pubblicizzati dai mass media. I nuovi dischi furono accolti dal pubblico con un apprezzamento via via calante e dalla critica con pareri estremamente discordi, per poi essere rivalutati solo a distanza di anni.
Nel marzo del 1986 tornò sul mercato discografico con il primo album realizzato con Panella, Don Giovanni, anch'esso inciso fra Roma e Londra, tra l'estate e inizio autunno 1985. Gli arrangiamenti risultano meno elettronici rispetto a E già, ne deriva una fusione tra le nuove sonorità elettroniche e quelle più tradizionali con le melodie definite che ben distinguevano il primo periodo del musicista: infatti Battisti reintroduce chitarre, pianoforte, violino, ottoni e inserisce l'arpa.  Panella rivelerà di aver scritto le liriche su melodie ancora canoniche nella forma, con tanto di strofa e inciso. La critica accolse l'album con pareri contrastanti: per Francesco De Gregori «Don Giovanni è una pietra miliare. D'ora in poi dovremo tutti fare i conti con un nuovo modo di scrivere la musica», Michele Serra assegnò al disco un dieci e lode, definendo geniale la scelta dei testi e lodando l'invenzione musicale/melodica, e aggiunse che «Don Giovanni ridimensiona gran parte della musica leggera degli ultimi dieci anni»; Gianfranco Manfredi dichiarò senza mezzi termini che «il disco è una palla». Ottiene comunque un buon successo commerciale: vende 350 000 copie e risulta essere il 3º album più venduto dell'anno; da qui in avanti, Battisti registrerà solamente negli studi del Regno Unito e un numero ridotto di musicisti di supporto. Don Giovanni è un'opera di transizione oggi considerato tra i migliori album di Battisti e il capolavoro tra quelli realizzati con Panella.
Il 7 ottobre 1988 venne lanciato l'LP L'apparenza. Battisti era da sempre abituato, fin dagli anni sessanta, a comporre prima la musica ed in seguito ad inserirvi i testi, ma a partire da questo album, su richiesta di Panella stesso, la tecnica di scrittura dei brani venne invertita, con Panella che si occupò della stesura dei testi e Battisti autore delle musiche. Anche per questo motivo, in questo disco, la struttura tradizionale della canzone prende notevolmente le distanze: all'interno dei brani le tipiche melodie si interrompono, appaiono e scompaiono, quasi disarticolando il rapporto musica-testo. Con L'apparenza le vendite registrano un calo rispetto al precedente Don Giovanni: è il diciassettesimo disco più venduto dell'anno, con poco più di 200 000 copie vendute.
Il 10 ottobre 1990 uscì La sposa occidentale, pubblicato dalla CBS. In questo album Battisti si addentra maggiormente nelle sonorità elettroniche, spingendosi anche nella musica techno, e affidando un ruolo predominante alle tastiere e alla batteria. Nonostante le 400 000 copie vendute l'album si piazza solo al trentaquattresimo posto nella classifica.

La copertina dell'album Hegel (1994). In riferimento al colore di sfondo di tutte le copertine degli album con Panella (ad eccezione di Don Giovanni) e del loro stile minimalista, l'ultimo periodo di Battisti viene spesso chiamato periodo bianco.

In questo periodo tra il grande pubblico cominciò a farsi strada un sentimento di nostalgia verso il duo Battisti-Mogol ed un rifiuto della produzione recente del musicista reatino. Ciò portò al grande successo degli Audio 2, un duo che fece dell'imitazione del Battisti degli esordi il proprio marchio. La lunga assenza di Battisti dalle scene contribuì inoltre a creare una vera e propria mitizzazione del personaggio documentato ad esempio dal singolo Battisti dei B-nario.
Il 6 ottobre 1992 pubblicò Cosa succederà alla ragazza, stavolta sotto l'etichetta Columbia, nel quale combina insieme funk, dance, hip hop, techno, e citazioni rap. Dal punto di vista commerciale rappresentò un ulteriore passo indietro, piazzandosi al cinquantasettesimo posto nella classifica degli album più venduti, dove invece ottiene più successo una raccolta di vecchi brani scritti con Mogol, Le origini (ventiseiesimo posto). Riguardo al disco, parte della critica fu impietosa: Mario Luzzatto Fegiz scrisse che «Cosa succederà alla ragazza è un disco senza amore, un incubo» ed Alfredo Saitto parlò di «insulto al suo pubblico e alla sua stessa musica». Al contrario, Marco Mangiarotti lo definì «un altro capolavoro».
Nel gennaio 1994, quando il suo nuovo disco fu quasi pronto, decise di non rinnovare il contratto con la Sony. L'album, intitolato Hegel, venne pubblicato il 29 settembre di quell'anno per la Numero Uno; i testi, complessi ed ermetici, contengono numerosi riferimenti al filosofo tedesco Georg Wilhelm Friedrich Hegel; musicalmente, l'album è tra i più sperimentali del cantautore di Poggio Bustone. Si posizionò al sessantottesimo posto della classifica degli album più venduti. La critica fu ancora una volta estremamente discorde nel giudicare l'album: Sandro Veronesi dichiarò che «di Hegel si può anche guardare solo le figure […] e poi dire in coro che "Mogol-Battisti però era un'altra cosa", ma esaminato poco più attentamente […] finisce di farci vedere quanto è piccina, in confronto, l'attuale musica italiana», mentre Gigio Rancilio parlò della nuova musica di Battisti come di «uno scandalo non più accettabile».
Nel periodo della pubblicazione di Hegel, Panella dichiarò di non voler più scrivere testi per Battisti, «perché si rischiava la ripetizione».

### Gli ultimi anni e la morte
Negli anni trascorsi dall'uscita del suo ultimo disco, si parlò con insistenza di un riavvicinamento artistico tra Battisti e Mogol, ma tali voci non trovarono mai conferma e non si concretizzarono.
Nell'autunno del 1996, data la regolarità biennale seguita dalle pubblicazioni di Battisti a partire da Don Giovanni, molti si aspettavano l'uscita di un nuovo disco, che però non ebbe luogo. Da quel momento cominciarono a circolare voci sull'esistenza di un fantomatico nuovo album, che non sarebbe stato mai pubblicato a causa delle difficoltà da parte di Battisti nel trovare un accordo con le case discografiche, che non avrebbero accettato le sue richieste, troppo alte in rapporto al calo delle vendite degli ultimi album.

Una delle ultime immagini di Battisti, fotografato a Erba un anno prima della morte, nel settembre 1997.

Durante l'estate del 1997 su Rai 1, la trasmissione televisiva Va ora in onda lancia la moda degli "abbattistamenti", aprendo l'omonima rubrica nel programma, nella quale furono segnalati dai fan presunti "avvistamenti" dell'artista in tutta Italia, trasmettendone anche fotografie e video. All'inizio di settembre del 1997 venne fotografato per l'ultima volta nel centro di Erba con la moglie mentre svolgeva delle commissioni; la foto finì in prima pagina sul Giornale di Erba e anche su Novella 2000.
Tra il 29 e il 30 agosto 1998 si diffuse la notizia del ricovero di un Battisti in condizioni cliniche molto critiche in un ospedale milanese, dove avrebbe affrontato un intervento chirurgico d'urgenza. Durante gli undici giorni di ricovero, per volere della stessa famiglia, non venne diffuso alcun bollettino medico. Il 6 settembre le sue condizioni si aggravarono ulteriormente e l'8 venne spostato nel reparto di terapia intensiva dell'ospedale San Paolo di Milano.
Lucio Battisti morì la mattina del 9 settembre 1998, all'età di 55 anni. Le cause della morte non sono mai state comunicate ufficialmente e l'unico bollettino medico reso disponibile riporta solamente che «Il paziente, nonostante tutte le cure dei sanitari che lo hanno assistito, è deceduto per intervenute complicanze in un quadro clinico severo sin dall'esordio». Secondo alcune voci non confermate il musicista sarebbe morto per un linfoma maligno che aveva colpito il fegato; Altre voci affermarono che avesse sofferto di glomerulonefrite e che la causa della morte sia stata un linfoma non Hodgkin. Ai funerali, celebratisi in forma strettamente privata a Molteno, furono ammesse appena venti persone, tra le quali Mogol. Battisti venne sepolto nel cimitero del comune brianzolo.

#### Dal 1998 in poi
La vedova Grazia Letizia Veronese decise di adottare una politica fortemente protezionistica nei riguardi dell'eredità artistica del marito, bloccando manifestazioni in tributo (come accadde nel 2006 per il festival Un'avventura, le emozioni di Molteno, ai cui organizzatori fu intentato un ricorso) e impedendo la pubblicazione o la riedizione di singoli, album e video, come nel caso del videoclip per la versione dei Delta V di Prendila così (2004), di un DVD dei Dik Dik (2005). Venne finanche negata l'autorizzazione per l'apparizione di immagini di Battisti nella scenografia per il brano Buonanotte all'Italia in un concerto di Luciano Ligabue (2008).
Il 6 settembre 2013, pochi giorni dopo la sentenza della Corte d'appello di Milano che aveva dato ragione al comune di Molteno per l'organizzazione del festival Un'avventura, le emozioni, condannando gli eredi dell'artista a versare al comune brianzolo circa 50 000 euro a titolo di risarcimento, la salma di Battisti venne riesumata dal cimitero del piccolo comune lecchese e traslata in quello di San Benedetto del Tronto (residenza della vedova), dove tre giorni dopo, a quindici anni esatti dalla morte, venne cremata; le ceneri vennero quindi ritirate dalla famiglia e conservate privatamente.

## Tecnica e stile
Dotato di voce acuta (tenorile) non impostata, drammatica, senza vibrato, dal timbro chiaro tendente al falsetto, e di una tecnica vocale imperfetta, Lucio Battisti trasse vantaggio da tali caratteristiche. Cosciente dei propri limiti come cantante, si riteneva soprattutto interprete e autore, e tuttavia difendeva la peculiarità del suo pop, ponendo l'accento sull'emozione trasmessa per mezzo del canto.
Lucio Battisti fu quasi completamente autodidatta in tutti gli aspetti della sua attività. La gavetta sul campo nei primi anni sessanta gli fece conseguire un ottimo livello tecnico (forgiato anche dall'uso di strumenti economici) come chitarrista ritmico; si dimostrò efficace anche nel ruolo solista.
Benché privo di studi accademici, fu ascoltatore di musica instancabile e non passivo, capace di analisi delle strutture: frequentò il beat, il rhythm and blues, il soul, il folk, il rock progressivo, la musica latinoamericana, la new wave, il funk, l'elettropop, la disco, il minimalismo e il pop elettronico tra gli altri. Nel corso della carriera, questo continuo processo di assimilazione di generi e stili gli permise di riversarli progressivamente in modo originale nella sua produzione, adoperando uno stile strettamente personale caratterizzato da frequenti pause e repentini cambi di ritmo e melodie, e introducendo nella musica leggera italiana contaminazioni inedite, non forzate, che gli valsero la fama di sperimentatore, precursore e rivoluzionario; il tutto in coerenza con la sua visione della musica, attraversata da una tensione costante al rinnovamento.
Sono noti il suo perfezionismo e la sua dedizione in sala di registrazione e la cura quasi maniacale che dedicava agli arrangiamenti e agli accordi, contraltare di una maggiore immediatezza e spontaneità di composizione.

### Critiche
Battisti fu sempre giudicato in maniera contrastante dalla critica e da altri personaggi del mondo della musica. A fronte di stroncature come quella di Natalia Aspesi («chiodi che gli stridono in gola»), di critiche severe come quelle di Renzo Nissim («non ha una voce gradevole») e a volte del pubblico stesso, stanno gli apprezzamenti di produttori come Christine Leroux, che ne ammirava proprio la voce «sporca» ma capace di tensione emotiva, o ancora di scrittori come Edmondo Berselli, che ne evidenziava la perfezione nella dizione della lingua italiana. Ai giudizi tecnici di personaggi della scena canora più orientati alla lirica, che vedono in lui un cantante «non troppo intonato» (Andrea Bocelli), si contrappone la stima di altri come Lucio Dalla, che ne ha lodato l'intensità, la timbrica insolita e la duttilità; o come Francesco De Gregori, che fu onorato di ricevere da Battisti stesso un apprezzamento delle proprie doti vocali.
Se i compositori Augusto Martelli e Riz Ortolani ne denigravano la capacità e l'originalità musicale, cantautori come Ivano Fossati e Rino Gaetano ne hanno invece apprezzato rispettivamente le intuizioni melodiche e la versatilità ritmica e le doti avanguardistiche di arrangiatore. Ennio Morricone lo considerò un talento e interprete vocale unico nonché un innovatore della canzone italiana, paragonando il suo canto a quello gregoriano e sottolineandone la meticolosità nell'armonizzazione delle sillabe con le note; musicalmente le sue composizioni furono da Luciano Pavarotti avvicinate a quelle di Giacomo Puccini.

### Innovazioni
Si attribuisce a Lucio Battisti l'introduzione nella musica leggera italiana di innovazioni tecniche e stilistiche, derivate dalla fusione della tradizione con nuove sonorità provenienti dai numerosi generi internazionali che lo ispirarono.
Secondo alcuni, diverse sue sperimentazioni, soprattutto di carattere ritmico, lo resero un anticipatore di stili musicali elettronici degli anni a venire. Ne sarebbe un esempio l'album Lucio Battisti, la batteria, il contrabbasso, eccetera (1976), considerato da alcuni critici un precorritore della drum and bass sebbene la raccolta sia segnata da uniformazione alle tendenze disco/funk allora emergenti anche in Italia. Il brano Il veliero, contenuto nel medesimo disco, viene ritenuto un anticipatore della musica house. A Battisti viene anche riconosciuto il merito di aver precorso di vari lustri la synthwave in Windsurf windsurf, traccia contenuta nel disco E già (1982). Gli espedienti inediti che si ravvisano nel missaggio, le ritmiche e le sonorità di Anima latina (1974), lo avrebbero reso fonte di ispirazione per molti artisti italiani.
Battisti introdusse nella tradizione musicale pop italiana il backmasking, sulla scia della musica psichedelica britannica e di contemporanei come i Beatles: tracce di chitarra registrate all'inverso sono infatti rintracciabili in Era (1967), Io vivrò (senza te) (1968), Non è Francesca (1969).

## Temi trattati
Periodo Mogol

Il profilo di Lucio Battisti con la folta chioma entrata nell'immaginario collettivo, come compare nella copertina dell'album Emozioni.

La principale caratteristica delle canzoni di Battisti-Mogol è la tematica dell'amore, raccontata in modo da non farla cadere nella stucchevole banalità, mettendola prepotentemente in luce da quelle altre emozioni così complesse che non riescono a emergere all'esterno della nostra intimità. Sono i frammenti di un discorso amoroso che si compongono nel quasi paradossale racconto di Io vorrei... non vorrei... ma se vuoi..., brano che non spiega l'amore ma, in senso poetico, ne suggerisce parole che svelano tutta la sua essenza.
La filosofia di Battisti risiede nella sua musica, la quale rivela un percorso indicato da egli stesso: «Ascoltare significa qualcosa». Questa filosofia popolare di Battisti individua nell'ascolto di musica e parole uno strumento per interpretare la vita, i suoi sentimenti, le emozioni, tutti tratti che caratterizzano la musica stessa e ciò che rende tali gli esseri umani. Dietro un linguaggio semplice che non scade mai in una banale rassicurazione o nella narrazione del già detto, riesce a far vivere e rivivere delle storie in cui si esprimono i confini di una identificazione amorosa universale.
Tuttavia l'amore non è l'unico tema tramandato dalla discografia di Mogol-Battisti. Infatti non mancano brani in cui la poesia e la retorica incontrano l'autobiografia, come nel brano I giardini di marzo in cui Mogol ci parla della sua travagliata infanzia vissuta nel dopoguerra, tra la sofferenza e la carestia. I temi principali sono la voglia di libertà e riscatto, il bisogno di liberarsi delle catene che attanagliano l'animo, e soprattutto l'immancabile voglia di vivere.
Periodo Panella
Una volta iniziata la collaborazione con Panella, la concezione poetico-letteraria di Battisti cambia completamente; abbandonando una volta per tutte la giocosa ma intelligente semplicità che caratterizzava i testi di Mogol, per approdare in una complessità ermetica che spiazza completamente gli ascoltatori. Il tema principale rimane l'amore, ma stavolta esso è intriso di spiritualità, filosofia, storia e citazioni esoteriche che solo Battisti e Panella sembrano cogliere.
La concezione dell'amore nel binomio Battisti-Panella è radicalmente diversa da quella fino ad allora proposta con Mogol. L'album Don Giovanni si apre con un brano (Le cose che pensano) che è un vero e proprio manifesto del disamore. Il protagonista non è più l'incarnazione dell'eterno innamorato, tutt'altro. È un ex innamorato, che quasi dimentica la storia d'amore appena lasciatasi alle spalle, scrollandosela di dosso senza tanta cura.
Nell'album Hegel, ultimo realizzato da Battisti, si affronta il tema del nichilismo che avvolge l'uomo, che, derubato della sua interiorità, cade vittima dell'alienazione. L'album sposa la visione filosofica di Ernst Junger, secondo la quale l'uomo può liberarsi del nichilismo solo attraverso le emozioni positive, come l'amicizia, l'arte e l'amore. Nella traccia Estetica, uno dei brani più complessi e raffinati di Battisti, Panella compie un omaggio al filosofo a cui è intitolato il disco, lanciandosi in un'articolata descrizione di una rottura, la quale può essere interpretata come la fine di un amore ma anche come la fine di una collaborazione artistica, forse a indicare la conclusione del suo sodalizio con Battisti.

## Nella cultura di massa
(New York Times)
Battisti incise venti album ufficiali; molti suoi brani, reinterpretati dai colleghi nei numerosi tributi dopo la morte, conservano fama e apprezzamento presso il pubblico. Secondo un'indagine, ancora nell'estate 2009 il 75% dei giovani indicava i suoi classici come le canzoni preferite da cantare in gruppo.
Al lascito di Battisti contribuirebbero i versi di Mogol, i quali sono rimasti nella memoria collettiva; alcune frasi sono diventate idiomatiche e talvolta usate nel linguaggio giornalistico (ad esempio «Lo scopriremo solo vivendo») (da Con il nastro rosa, usata per indicare una situazione sulla quale non si può ancora conoscere nulla di certo) e le varianti di «Una donna per amico» (dall'omonimo brano).

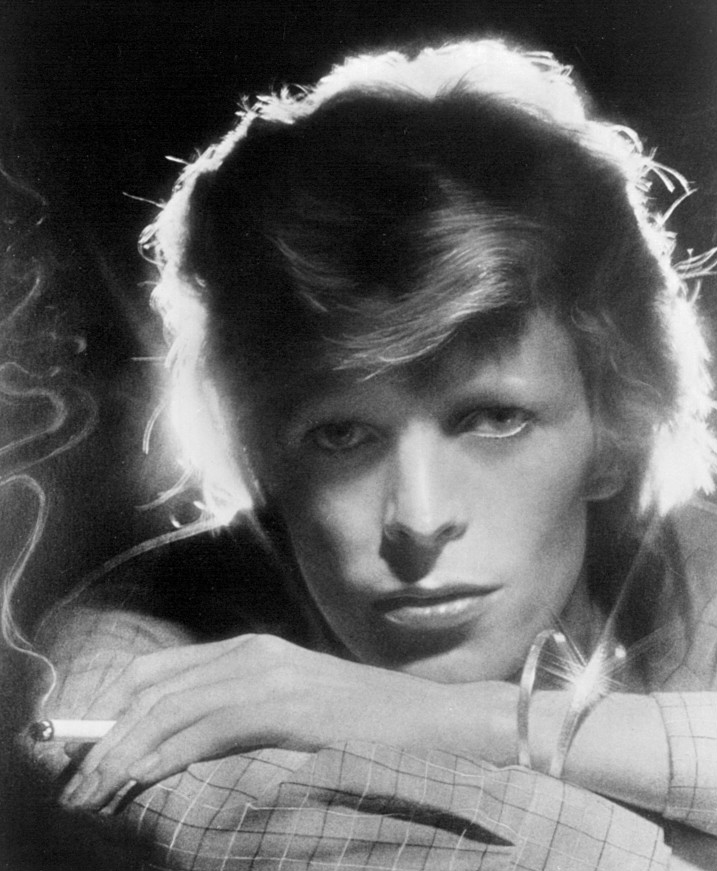
David Bowie è tra gli autori stranieri che hanno maggiormente apprezzato la musica di Battisti.

Sono innumerevoli, oltre alle ristampe in CD dei dischi del passato, le raccolte sia di brani originali di Battisti, sia di sue canzoni interpretate da altri artisti. Per commemorare i vent'anni dalla scomparsa, il 14 settembre 2018 Sony Music pubblicò per la prima volta tutti gli album rimasterizzati dai nastri originali, in edizione limitata, numerata e in vinile; mentre a partire dal 29 settembre 2019, al termine di una lunga battaglia legale, tutti i brani firmati da Mogol-Battisti vennero resi disponibili sulle principali piattaforme di streaming musicale.

### Omaggi e apprezzamenti
Nel corso degli anni, la produzione musicale di Lucio Battisti è stata reinterpretata in numerose cover, molti sono gli apprezzamenti espliciti di cantanti/musicisti italiani e internazionali e non si enumerano i programmi televisivi e i concerti che in tutta Italia omaggiano e commemorano l'artista di Poggio Bustone. Tra gli estimatori stranieri si ricordano in particolare Paul McCartney e David Bowie, che riadattò il testo di Io vorrei... non vorrei... ma se vuoi per la cover Music Is Lethal di Mick Ronson, che già negli anni settanta citava Battisti come il suo artista italiano preferito e che, interessato a una possibile collaborazione, nel 1997 lo definì il miglior cantautore del mondo insieme a Lou Reed. Anche i francesi Daft Punk e Sébastien Tellier, e il cileno Ricardo Villalobos, in tempi più recenti (anni dieci) ne apprezzarono la produzione.
Il 27 febbraio 1997 venne scoperto l'asteroide "9115 Battisti", intitolato in onore del musicista.
Dopo anni di posticipazione e opposizione da parte della famiglia, il 20 gennaio 2024 venne inaugurato a Poggio Bustone il museo dedicato al cantautore, dove sono esposte le sue chitarre, i dipinti, lettere, cartoline e foto inedite.

## Il rapporto con la stampa
Caratterialmente schivo, Battisti ebbe un rapporto molto controverso nei confronti della stampa. Sebbene fosse disponibile a rilasciare interviste ai mass media, già tra la fine degli anni sessanta e gli inizi del decennio seguente cominciò a delinearsi il suo carattere, manifestando il desiderio di privacy e di non essere costantemente sotto i riflettori e la convinzione di dover essere giudicato solo per la sua musica e non per il gossip che si crea attorno al personaggio. Questa costante di Battisti e le conseguenti lamentele mediatiche lo portarono, il 27 aprile 1971, a esibirsi al Circolo della stampa di Milano per i giornalisti e le loro famiglie.
Nei primi anni settanta iniziò a rifiutarsi di posare per fotografie e rilasciare interviste. Rinunciò a un set per il settimanale Sogno, dichiarando di preferire l'olio di ricino alla televisione; la stampa, in risposta, inasprì i toni: Sogno lo accusa di essere incoerente alle sue dichiarazioni (avendo appena partecipato a Teatro 10) e di aver scelto di non farsi più intervistare solo per attirare l'attenzione e farsi pubblicità; Oggi pubblicò un dibattito tra musicisti e critici sul tema «Battisti è davvero un fenomeno?» in cui Riz Ortolani lo accusò di «scopiazzare», Augusto Martelli dichiarò che «Battisti è un dilettante spaventoso» e «un pallone gonfiato», mentre Aldo Buonocore dichiarò che «La sua voce è una lagna, uno strazio».
Appena dopo l'uscita de Il mio canto libero, edito nel 1972, venne ospitato per la seconda volta al programma radiofonico Gran varietà, allo scopo di promuovere il disco, condotto questa volta da Raffaella Carrà. Anche in questa occasione, il botta e risposta viene palesemente manipolato: viene difatti replicata a mo' di tormentone la risposta "seccata" di Battisti «Magari passerei subito alla canzone» alle varie domande poste dalla conduttrice, travisando di conseguenza la natura del dialogo e screditando la reputazione del cantautore.
Il 25 marzo 1973 nacque Luca Filippo Carlo, l'unico figlio di Battisti e Grazia Letizia Veronese. Le reazioni della stampa a questo evento causeranno la definitiva rottura tra Battisti e i giornalisti: il 26 marzo Sogno pubblicò un articolo su un fantomatico e improbabile flirt tra Battisti e l'attrice di cinema erotico Zeudi Araya, il 27 marzo due fotografi irruppero nella stanza della clinica dove si trovava insieme alla compagna ed al bambino, iniziando a scattare fotografie all'impazzata e costringendo Battisti a cacciarli via; in risposta a questo isolamento, Novella 2000 scrisse che il cantante «ha paura anche delle ombre», descrivendo un Battisti tirchio, burbero e apatico. Nel periodo successivo, la stampa non allentò la presa: il 14 maggio Novella 2000 documentò con un lungo articolo l'affissione della notifica di una grossa multa sulla porta della casa milanese di Battisti, mentre il 10 giugno TV Sorrisi e Canzoni titolò in prima pagina «abbiamo stanato col teleobiettivo Lucio, figlio e moglie in un misterioso rifugio in Brianza pieno di provviste», dove Battisti stava facendo costruire una villa accanto a quella di Mogol a Molteno, frazione Dosso di Coroldo, dove vivrà per il resto della sua vita. Nel mentre si affrancò completamente alla stampa e le performance dal vivo: arrivò infatti a rifiutare un'intervista con Enzo Biagi e una richiesta di Gianni Agnelli, che gli propose di esibirsi al Teatro Regio di Torino in uno spettacolo sponsorizzato dalla FIAT, per un compenso di 2 miliardi di lire.
In qualche circostanza, Battisti fu talvolta polemico nei confronti dei media che parlavano di lui. In un'intervista del 1976 a Radio Monte Carlo, ai microfoni di Max Onorari, Battisti si spinse in un lungo discorso in cui tacciò i giornalisti di spingere una narrazione manipolatrice, affermando di non riconoscersi negli articoli che parlano di lui e che si basano sulle sue dichiarazioni. Dichiarò anche che nel lungo periodo di silenzio le cose scritte su di lui non erano autentiche, in conclusione prese le distanze da questo tipo di rappresentazione.
Durante i suoi ultimi anni di vita, la stampa italiana non gli diede tregua, tanto che ormai il cantautore divenne il bersaglio preferito delle riviste di gossip. Numerose sono le foto scattate dai paparazzi che lo immortalavano impegnato nelle più comuni attività giornaliere, sia in strada che nel giardino della sua villa. Eva Tremila, dopo averlo sorpreso in bicicletta, scrive: «Lucio Battisti sei certamente ancora tu, senza i riccioloni ma con ancora tanto "peso" musicale.»; «Nei venticinque anni di volontario esilio dalle scene, il cantautore si è appesantito e ha dovuto rinunciare alla chioma stile "hippy" ma non ha perduto il suo carisma.»; «Pedala per smaltire.»; «Che voglia imitare Marlon Brando?», mentre Novella 2000 riporta: «Battisti: anche quando non canto rimango un "grosso" personaggio.»

## Vita privata

### Relazioni sentimentali
È stato sposato con Grazia Letizia Veronese. La coppia ebbe un figlio, Luca, nato il 25 marzo 1973. Si sposarono con matrimonio civile il 3 settembre 1976, dopo sette anni di fidanzamento.

### Orientamento politico

Battisti sul finire degli anni sessanta

Battisti si dichiarò sempre politicamente disimpegnato, se non proprio apolitico, mentre attribuiva a Mogol idee socialiste. In una lettera del 1992, comunque, Battisti scrisse che avrebbe votato per Marcello Baraghini, candidato per la Lista Marco Pannella, alle successive elezioni politiche. Il testo di Io ti venderei e l'epiteto «stupida» rivolto alla protagonista della canzone gli alienarono la simpatia di alcune appartenenti al movimento femminista e gli preclusero l'opportunità di prendere parte al Festival del proletariato giovanile organizzato dalla rivista di controcultura Re Nudo.
Per mezzo dei testi di Mogol trattò prevalentemente temi sentimentali, accennando talvolta ad argomenti ecologici, considerati all'epoca più elitari che popolari, quindi ritenuti marginali o addirittura sconvenienti rispetto a temi che suscitavano maggior interesse in ambito sociopolitico. La tematica battistiana fu in ogni caso sempre estranea agli interessi di artisti e gruppi «impegnati», attivi nell'epoca d'oro della canzone di protesta, come testimonia d'altronde il rifiuto di Non è Francesca da parte dei Nomadi, che preferirono Dio è morto (se Dio muore, è per tre giorni poi risorge) di Francesco Guccini.
Nei primi anni settanta prese a circolare una teoria, accreditata in apparenza da Re Nudo, che attribuiva a Battisti simpatie fasciste e lo tacciava di finanziare il movimento terroristico di estrema destra Ordine Nuovo. Essa pare aver trovato terreno proprio nel disimpegno del suo repertorio e nell'assenza dalle sue canzoni di temi politici di sinistra, molto comuni nei brani di altri cantautori dell'epoca: ciò a causa per un'«appropriazione» di Battisti da parte della destra estrema, e in parte (secondo la tesi di Mogol) per il suo «ripudio» da parte del movimento sessantottino.
Tra i contemporanei, Pierangelo Bertoli sosteneva che lo schieramento di Battisti a destra e la sua vicinanza al MSI fossero notori e non bisognosi di prove; Bruno Lauzi riferì invece di aver parlato dell'argomento con Battisti stesso, che avrebbe mostrato al riguardo un'indifferenza di comodo, rispondendo che la diceria alimentava la sua leggenda.
L'interessato smentì il finanziamento di Ordine Nuovo da parte sua, ironizzando sulla propria ben nota tendenza al risparmio. La voce tuttavia si nutrì di vari presunti «indizi»: un'istantanea di Battisti a braccio teso (presa in uno studio televisivo mentre pare fosse in realtà intento, per mezzo di quel gesto, a dare un attacco all'orchestra), passi delle canzoni e la copertina di un album (Il mio canto libero), dove si vollero rintracciare secondo i casi, a volte anche con vistose forzature, il simbolismo del nero, i saluti romani e l'esaltazione della patria.
È noto anche che la produzione di Battisti fu sì molto gradita negli ambienti di destra, ma altrettanto successo riscosse presso quelli di sinistra; perfino le Brigate Rosse scelsero un verso di Mogol come titolo di un manifesto e nel 1978 ebbero tre membri arrestati in un covo nel quale, all'ispezione, vennero trovate copie di tutti i dischi del musicista reatino.

### Calcio

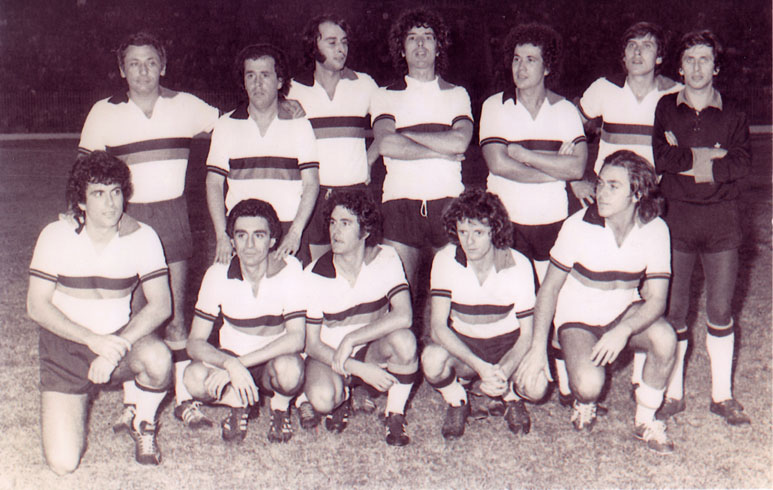
Battisti (terzo in piedi da destra) nella sua unica partita con la nazionale cantanti. Mogol è il primo da sinistra

Lucio Battisti giocò una sola partita con la nazionale italiana cantanti, la prima in assoluto, disputata contro la nazionale attori il 2 ottobre 1975. L'iniziativa della squadra non venne istituzionalizzata fino al 1981, tuttavia Battisti non vi partecipò più.
Si ritiene spesso, inoltre, che Battisti fosse tifoso della Lazio; secondo Andrea Barbacane, nipote dell'artista, "il Battisti laziale nasce dalla fantasia dei tifosi", mentre Mogol affermò che, pur non essendo appassionato di calcio, Battisti provava effettivamente simpatia per la squadra biancoceleste, trasmessagli dal padre Alfiero.

### Pittura
L'interesse di Battisti per il disegno e la pittura, sin dalla fine degli anni sessanta, è ben documentato e può essere compreso nella lunga intervista-autobiografia concessa a Sogno nel dicembre 1970, nella quale cita il disegno come uno dei suoi hobby.
L'impegno di Battisti nelle arti figurative, tuttavia, fu sempre confinato nella dimensione dell'hobby, e nel corso della sua vita il cantautore non divulgò o espose mai in pubblico le sue opere. Le uniche eccezioni sono un bozzetto autografato disegnato all'epoca della partecipazione a Sanremo 1969 e intitolato «Occhi sulla sabbia» e le cinque copertine degli album scritti con Pasquale Panella. Un dipinto riportante la firma di Battisti è inquadrato per pochi secondi nel documentario Pensieri e parole trasmesso nel 2004 da Rete 4, nel momento in cui viene citata questa sua passione.

## Discografia
Quella che segue è la discografia ufficiale di Lucio Battisti in Italia, non vengono pertanto considerati i tre album e i vari singoli interpretati in altre lingue e pubblicati esclusivamente per il mercato discografico straniero. Per approfondire, si vedano le due voci sopraindicate.

### Album in studio

Battisti in sala d'incisione il 30 dicembre 1968, durante la registrazione di Non è Francesca

- 1969 - Lucio Battisti (Ricordi, SMRL 6063)
- 1970 - Lucio Battisti Vol. 2 (Ricordi, RI-K 740.143; pubblicato solo in cassetta[299][300])
- 1970 - Emozioni (Ricordi, SMRL 6079)
- 1971 - Amore e non amore (Ricordi, SMRL 6074)
- 1971 - Lucio Battisti Vol. 4 (Ricordi, SMRL 6091)
- 1972 - Umanamente uomo: il sogno (Numero Uno, ZSLN 55060)
- 1972 - Il mio canto libero (Numero Uno, DZSLN 55156)
- 1973 - Il nostro caro angelo (Numero Uno, DZSLN 55660)
- 1974 - Anima latina (Numero Uno, DZSLN 55675)
- 1976 - Lucio Battisti, la batteria, il contrabbasso, eccetera (Numero Uno, ZSLN 55685)
- 1977 - Io tu noi tutti (Numero Uno, ZPLN 34006)
- 1977 - Images (RCA Victor, PL 11839)
- 1978 - Una donna per amico (Numero Uno, ZPLN 34036)
- 1980 - Una giornata uggiosa (Numero Uno, ZPLN 34084)
- 1982 - E già (Numero Uno, ZPLN 34182)
- 1986 - Don Giovanni (Numero Uno, PL 70991)
- 1988 - L'apparenza (Numero Uno, PL 71850)
- 1990 - La sposa occidentale (CBS, 466727 1)
- 1992 - Cosa succederà alla ragazza (Sony / Columbia, 472328 1)
- 1994 - Hegel (Numero Uno, 74321 22916 2)

### Singoli

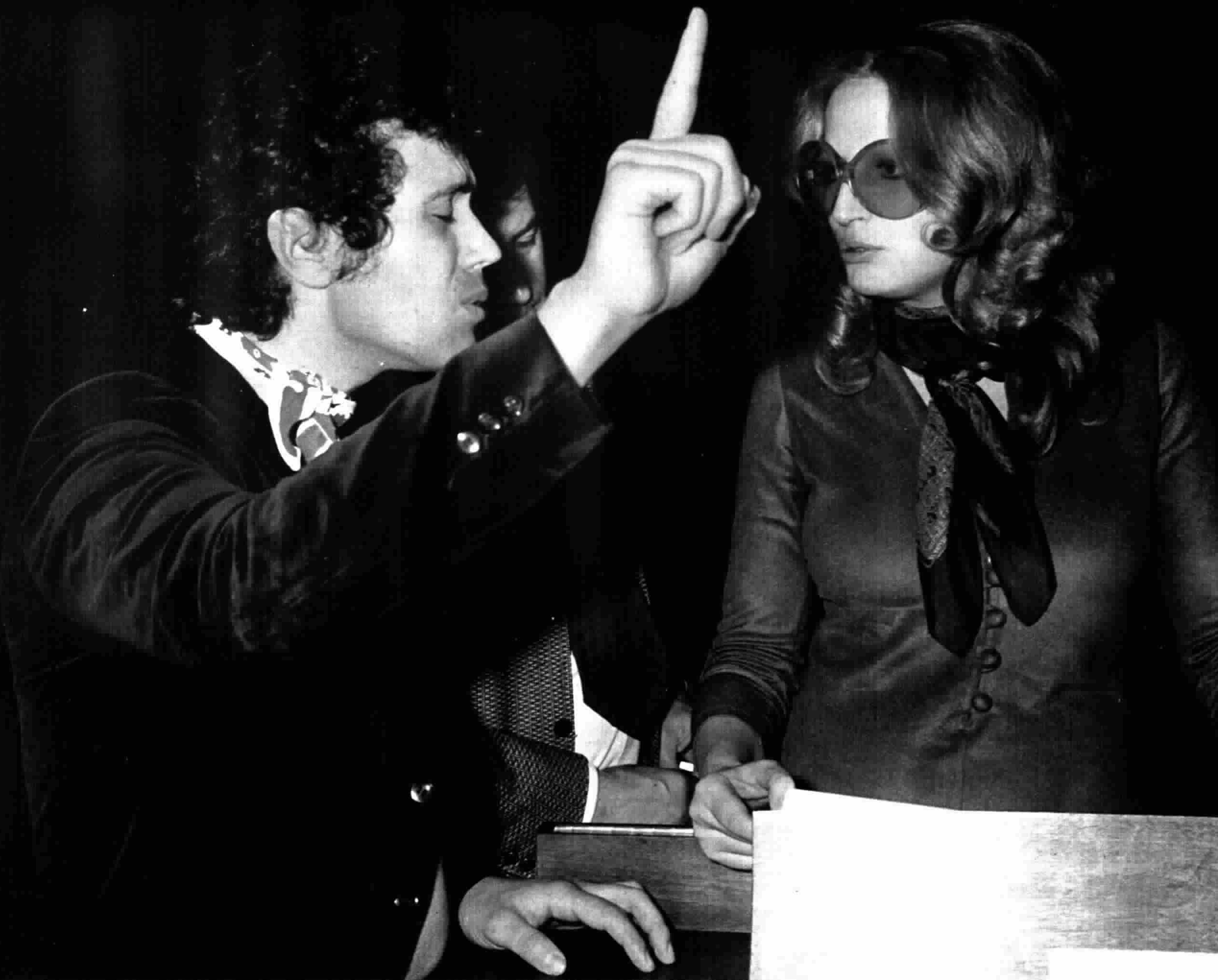
Battisti e Mina

- 1966 - Dolce di giorno/Per una lira (Ricordi, SRL 10430)
- 1967 - Luisa Rossi/Era (Ricordi, SRL 10460)
- 1968 - Prigioniero del mondo/Balla Linda (Ricordi, SRL 10495)
- 1968 - La mia canzone per Maria/Io vivrò (senza te) (Ricordi, SRL 10513)
- 1969 - Un'avventura/Non è Francesca (Ricordi, SRL 10529)
- 1969 - Acqua azzurra, acqua chiara/Dieci ragazze (Ricordi, SRL 10538)
- 1969 - Mi ritorni in mente/7 e 40 (Ricordi, SRL 10567)
- 1970 - Fiori rosa fiori di pesco/Il tempo di morire (Ricordi, SRL 10593)
- 1970 - Emozioni/Anna (Ricordi, SRL 10614)
- 1971 - Pensieri e parole/Insieme a te sto bene (Ricordi, SRL 10622)
- 1971 - Dio mio no/Era (Ricordi, SRL 10637)
- 1971 - Le tre verità/Supermarket (Ricordi, SRL 10657)
- 1971 - La canzone del sole/Anche per te (Numero Uno, ZN 50132)
- 1972 - Elena no/Una (Ricordi, SRL 10666)
- 1972 - I giardini di marzo/Comunque bella (Numero Uno, ZN 50144)
- 1972 - Il mio canto libero/Confusione (Numero Uno, ZN 50267)
- 1973 - La collina dei ciliegi/Il nostro caro angelo (Numero Uno, ZN 50316)
- 1973 - Ma è un canto brasileiro/Our Dear Angel (Numero Uno, JBZN 50322; il brano sul lato B è cantato da Marva Jan Marrow)
- 1976 - Ancora tu/Dove arriva quel cespuglio (Numero Uno, ZN 50345)
- 1977 - Amarsi un po'/Sì, viaggiare (Numero Uno, ZBN 7004)
- 1978 - Una donna per amico/Nessun dolore (Numero Uno, ZBN 7110)
- 1980 - Una giornata uggiosa/Con il nastro rosa (Numero Uno, ZBN 7178)
- 1982 - E già/Straniero (Numero Uno, ZBN 7287)

### Gli inediti
A partire dalla seconda metà degli anni novanta furono rinvenuti e quindi divulgati al pubblico, sia attraverso la radio e la televisione sia (in modo non sempre regolare) attraverso la distribuzione peer-to-peer (Napster, WinMX, eMule, ecc.), numerosi brani inediti o versioni alternative che l'artista aveva accumulato durante la sua carriera scartandoli, modificandoli o riscrivendone ora il testo, ora l'arrangiamento.
Si possono dividere i brani inediti in quattro gruppi:
- brani scritti con Roberto Matano tra il 1964 e il 1965, alcuni dei quali furono ripresi e riadattati in seguito con Mogol (come Se non sai cos'è un bacio del 1964 e Sei ancora mia / Sei stata mia del 1965[301]), di cui rimane la registrazione su nastro magnetico;[302]
- canzoni scritte originariamente per altri cantanti a cui Battisti lasciò la registrazione di una sua versione da usare come linea guida (come La folle corsa della Formula 3 e Oh! Era ora del 1983[N 4] di Adriano Pappalardo);[301]
- prove di registrazione e versioni alternative di brani pubblicati (come quella de Il nostro caro angelo, completamente diversa da quella poi inserita nell'album e dalla durata di quasi otto minuti);[301]
- composizioni del tutto inedite, che non furono pubblicate in alcun modo e di cui non esiste alcuna versione edita, come Il paradiso non è qui del 1979 (che Mogol ha ritenuto essere «l'inedito più importante tra quelli scritti con Battisti»[101]) o Il gabbianone del 1985.[301]

## Esibizioni
Le esibizioni dal vivo di Battisti furono:
- Tour 1969, 11 concerti
- Tour 1970, 15 concerti
- Circolo della Stampa, Milano - 27 aprile 1971
- Programma Tutti insieme - 31 luglio 1971 e andato in onda il 23 settembre 1971
- Programma Natale con Supersonic - 12 dicembre 1972 e andato in onda il 25 dicembre 1972
- Teatro 10 - 23 aprile 1972 con Mina
- Assemblea degli studenti Cattolici Popolari, Milano - febbraio 1975

## Partecipazioni a manifestazioni canore

### Cantagiro
- 1968: con Balla Linda - 4º posto
- 1969: con Acqua azzurra, acqua chiara - 3º posto

### Festival di Sanremo
- 1969: con Un'avventura - 9º posto

### Festivalbar
- 1969: con Acqua azzurra, acqua chiara - 1º posto
- 1970: con Fiori rosa fiori di pesco - 1º posto

### Filmografia
Lista dei film, telefilm e serie TV che contengono brani interpretati e/o scritti da Lucio Battisti:
- La supertestimone (1971)
- La circostanza (1973)
- Vado a vivere da solo (1982)
- Amore tossico (1983)
- Il pino azzurro (1983)
- Sapore di mare 2 - Un anno dopo (1983)
- Bianca (1984)
- Un ragazzo e una ragazza (1984)
- Yesterday - Vacanze al mare (1985)
- Il grande Blek (1987)
- L'imperatore di Roma (1987)
- Caruso Pascoski (di padre polacco) (1988)
- Il muro di gomma (1991)
- Scusa ma ti chiamo amore (2008)
- Master of None (2017 - seconda stagione, episodio 9)
- Un'avventura (2019)
- La scuola cattolica (2021)